# Megaselia dreisbachi
Megaselia dreisbachi är en tvåvingeart som beskrevs av Borgmeier 1964. Megaselia dreisbachi ingår i släktet Megaselia och familjen puckelflugor. Inga underarter finns listade i Catalogue of Life.